# Silvio Santos

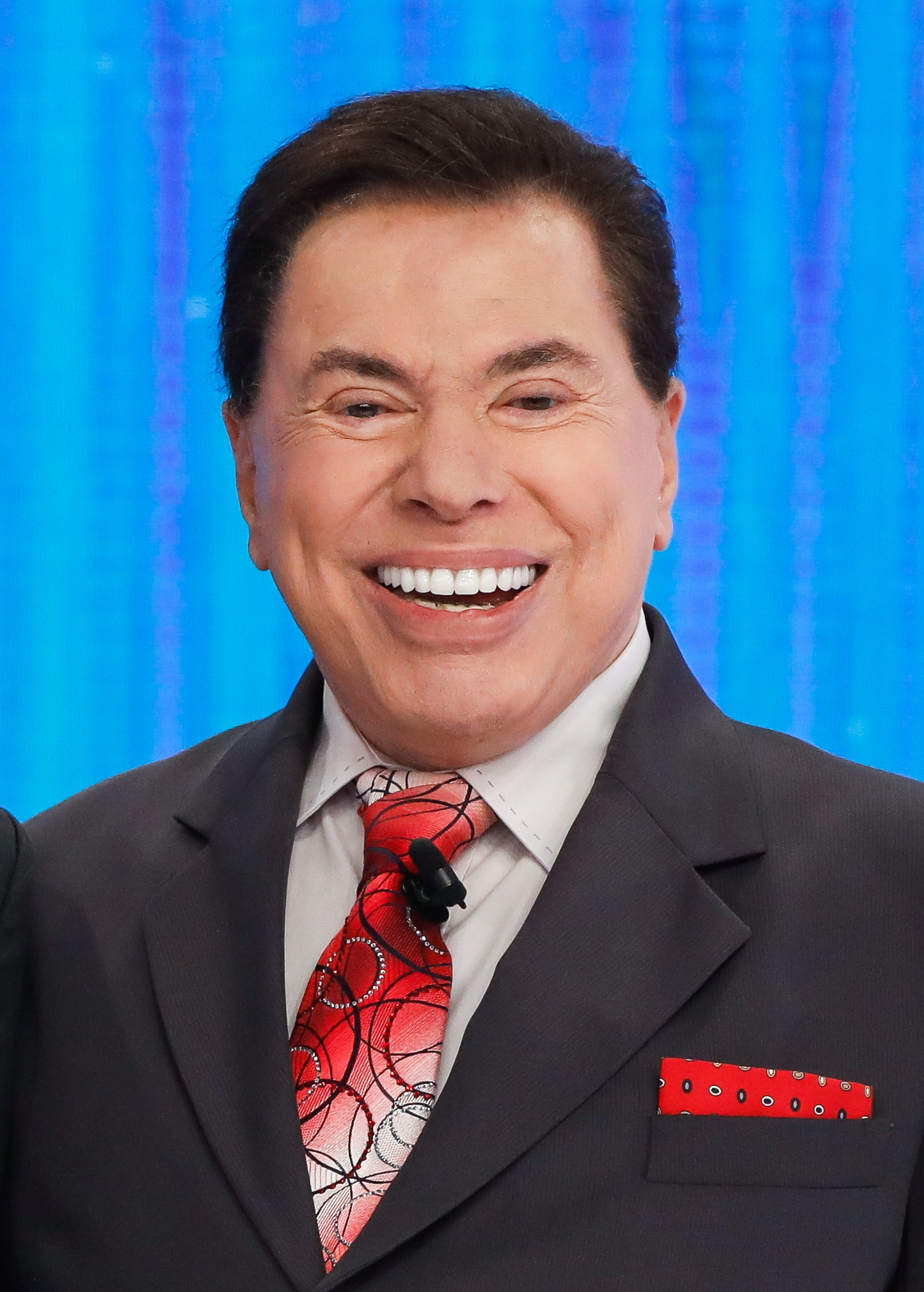
Silvio Santos (2019)

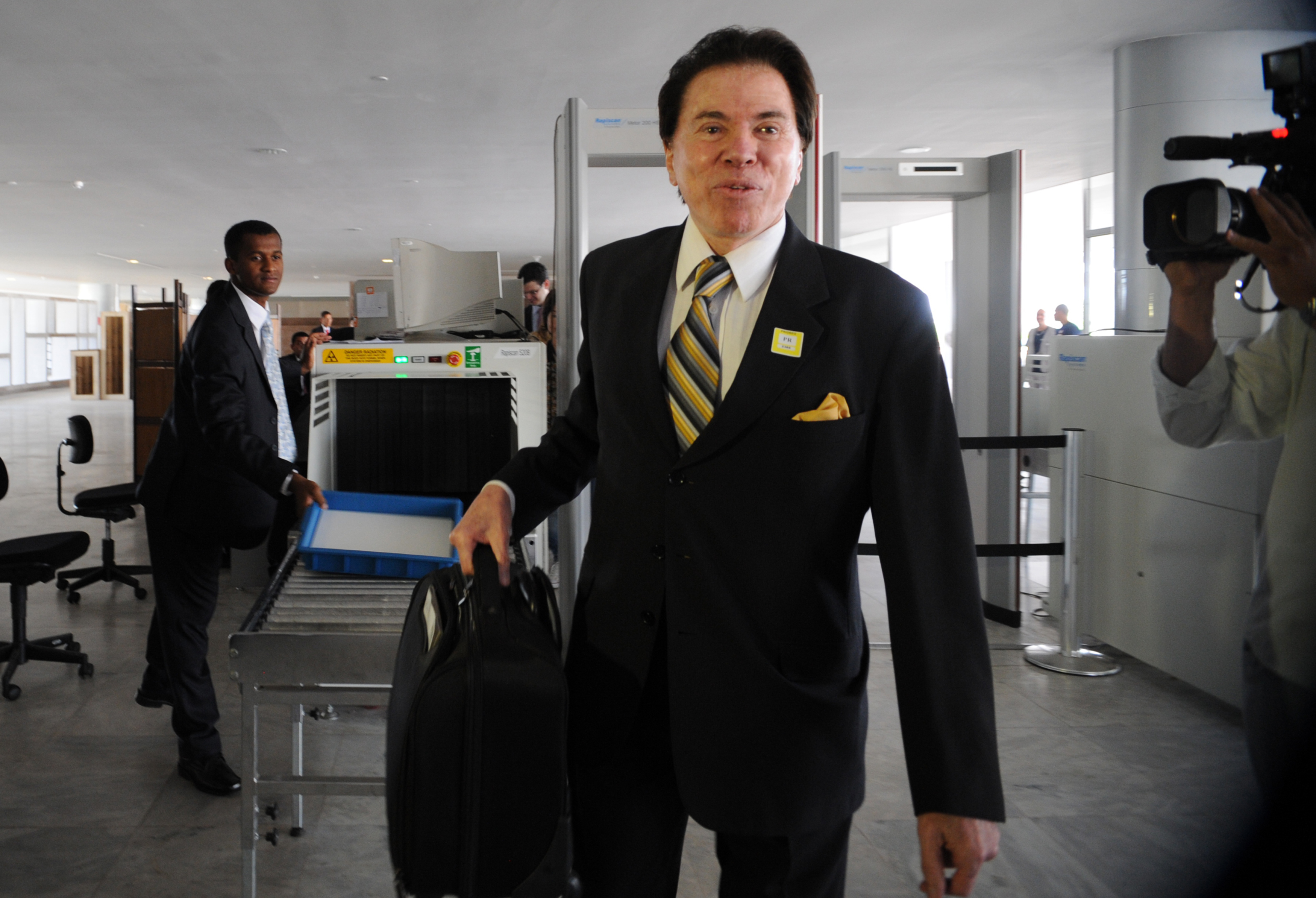
Silvio Santos im Palácio do Planalto (2010).

Silvio Santos (* 12. Dezember 1930 in Rio de Janeiro; † 17. August 2024 in São Paulo; eigentlich Senor Abravanel) war ein brasilianischer Moderator, Medienunternehmer und Eigentümer des Sendernetzwerkes SBT. Er gilt weithin als der größte Fernsehkommunikator Brasiliens und Lateinamerikas.

## Leben
Senor Abravanel, der sich den Künstlernamen Silvio Santos zugelegt hatte, stammte von sephardischen Juden ab. Einer seiner Vorfahren war Isaac Abrabanel, der Schatzmeister des portugiesischen Königs Alfons. V. Mit dem Alhambra-Edikt verließ die Familie 1492 Kastilien in Richtung Griechenland, so dass Santos Nachkomme griechisch-türkischer Einwanderer war. Sein Vater war von griechisch-jüdischer, seine Mutter von türkisch-jüdischer Abstammung.
Silvio Santos kam aus einfachsten Verhältnissen, in der Jugend verkaufte er Kugelschreiber und Plastikmappen für die Identitätskarte. Später verschaffte er sich durch sein Sprechtalent die Möglichkeit, eine Stelle als Radiomoderator zu bekommen. In den 1960er Jahren erhielt er die erste Stelle als TV-Moderator.
Im ersten Fernsehnetz Brasiliens Rede Tupi gestaltete Santos in den 1960er-Jahren ein eigenes Programm auf Kanal 4 in São Paulo. Durch Beziehungen zur Militärregierung und mit Hilfe seines Freundes Manoel de Nóbrega erwarb er 1976 die Lizenz für eine eigene TV-Station, Rio de Janeiros Kanal 11, genannt TV Studios (TVS), von dem sonntags sein Programa Silvio Santos gesendet wurde.
Mit dem Ende von Assis Chateaubriands Rede Tupi im Jahr 1980 kaufte Santos aus der Konkursmasse São Paulos Kanal 4, Porto Alegres Kanal 5 sowie Beléms Kanal 5 und formte SBT. Zahlreiche Eigenproduktionen sowie mexikanische Seifenopern, Telenovelas und Unterhaltungssendungen von Televisa brachten SBT auf Platz 2 in der Beliebtheit der brasilianischen Sender.
Bei einer Umstrukturierung Ende der 1990er-Jahre investierte Santos 170 Millionen US$. Heute liefert sein TV-Netzwerk zudem noch Time-Warner-Produktionen und Spielshows. Santos produzierte etliche internationale Fernsehshows für Brasilien wie Who Wants to Be a Millionaire?, Glücksrad oder Deal or No Deal. Silvio Santos entdeckte zahlreiche Talente des brasilianischen Fernsehens.
Als Einzelperson war er der größte Steuerzahler Brasiliens. Trotz seines hohen Alters stand er fast täglich vor der Kamera. Seine Shows, bei denen es fast immer um Geld ging, erfreuten sich größter Beliebtheit. Zur Grupo Silvio Santos (GSS) gehören derzeit 32 Unternehmen, darunter Banken, Versicherungen, Hotels und Kosmetikfirmen mit einem Umsatz von 1,5 Milliarden US$ (1997).
Seine Tochter Patricia Abravanel (* 1977) wurde 2001 in São Paulo entführt. Die Familie zahlte 200.000 US$ Lösegeld.
Silvio Santos starb am 17. August 2024 im Hospital Israelita Albert Einstein in São Paulo, wo er seit Juli 2024 mit Unterbrechungen wegen des Influenza-A-Virus H1N1 behandelt wurde, im Alter von 93 Jahren.